# Nadorit
Nadorit (auch Ochrolith) ist ein selten vorkommendes Mineral aus der Mineralklasse der „Halogenide“. Es kristallisiert im orthorhombischen Kristallsystem mit der chemischen Zusammensetzung PbSbO2Cl, ist also chemisch gesehen ein Blei-Antimon-Oxihalogenid mit Chlor.
Nadorit entwickelt meist tafelige oder pseudokubische bzw. pseudooktaedrische Kristalle mit harz- bis diamantähnlichem Glanz auf den Oberflächen, kommt aber auch in Form grob radialer, konzentrischer Massen vor. Die Kristalle sind durchscheinend und von rauchbrauner oder gelber bis bräunlichgelber Farbe. Auf der Strichtafel hinterlässt das Mineral einen gelben bis gelblichweißen Strich.

## Etymologie und Geschichte
Erstmals entdeckt wurde Nadorit im Bergwerk „Nador n’Bails“ (französisch Mine du Nador N’Baïls) am Berg Djebel Nador in der algerischen Provinz Constantine und beschrieben 1870 durch Theodore Flajolot, der das Mineral nach seiner Typlokalität benannte.

## Klassifikation
In der veralteten 8. Auflage der Mineralsystematik nach Strunz gehörte der Nadorit zur Mineralklasse der „Halogenide“ und dort zur Abteilung „Oxidhalogenide“, wo er gemeinsam mit Blixit, Ekdemit, Heliophyllit, Mendipit, Onoratoit, Penfieldit und Perit in der „Mendipit-Nadorit-Gruppe“ mit der Systemnummer III/C.06 steht.
In der zuletzt 2018 überarbeiteten Lapis-Systematik nach Stefan Weiß, die formal auf der alten Systematik von Karl Hugo Strunz in der 8. Auflage basiert, erhielt das Mineral die System- und Mineralnummer III/D.10-010. Dies entspricht der Klasse der „Halogenide“ und dort der Abteilung „Oxihalogenide“, wo Nadorit zusammen mit Asisit, Blixit, Chubutit (D), Damarait, Ekdemit, Heliophyllit (D), Hereroit, Kombatit, Mendipit, Mereheadit, Parkinsonit, Penfieldit, Perit, Philolithit, Pinalit, Rickturnerit, Rumseyit, Sahlinit, Schwartzembergit, Seeligerit, Sundiusit, Symesit, Telluroperit, Thorikosit, Vladkrivovichevit und Yeomanit eine unbenannte Gruppe mit der Systemnummer III/D.10 bildet.
Die von der International Mineralogical Association (IMA) zuletzt 2009 aktualisierte 9. Auflage der Strunz’schen Mineralsystematik ordnet den Nadorit in die Klasse der „Halogenide“ und dort in die Abteilung „Oxihalogenide, Hydroxyhalogenide und verwandte Doppel-Halogenide“ ein. Hier ist das Mineral in der Unterabteilung „Mit Pb (As, Sb, Bi) ohne Cu“ zu finden, wo es zusammen mit Perit die „Nadoritgruppe“ mit der Systemnummer 3.DC.30 bildet.
In der vorwiegend im englischen Sprachraum gebräuchlichen Systematik der Minerale nach Dana hat Nadorit die System- und Mineralnummer 10.02.05.02. Das entspricht der Klasse der „Halogenide“ und dort der Abteilung „Oxihalogenide und Hydroxyhalogenide“. Hier findet er sich innerhalb der Unterabteilung „Oxihalogenide und Hydroxyhalogenide mit der Formel A(O,OH)Xq“ in der Gruppe „Perit-Reihe“, in der auch Perit eingeordnet ist.

## Kristallstruktur
Nadorit kristallisiert orthorhombisch in der Raumgruppe Cmcm (Raumgruppen-Nr. 63) mit den Gitterparametern a = 5,603(5) Å; b = 12,245(8) Å und c = 5,448(7) Å sowie 4 Formeleinheiten pro Elementarzelle.

## Bildung und Fundorte

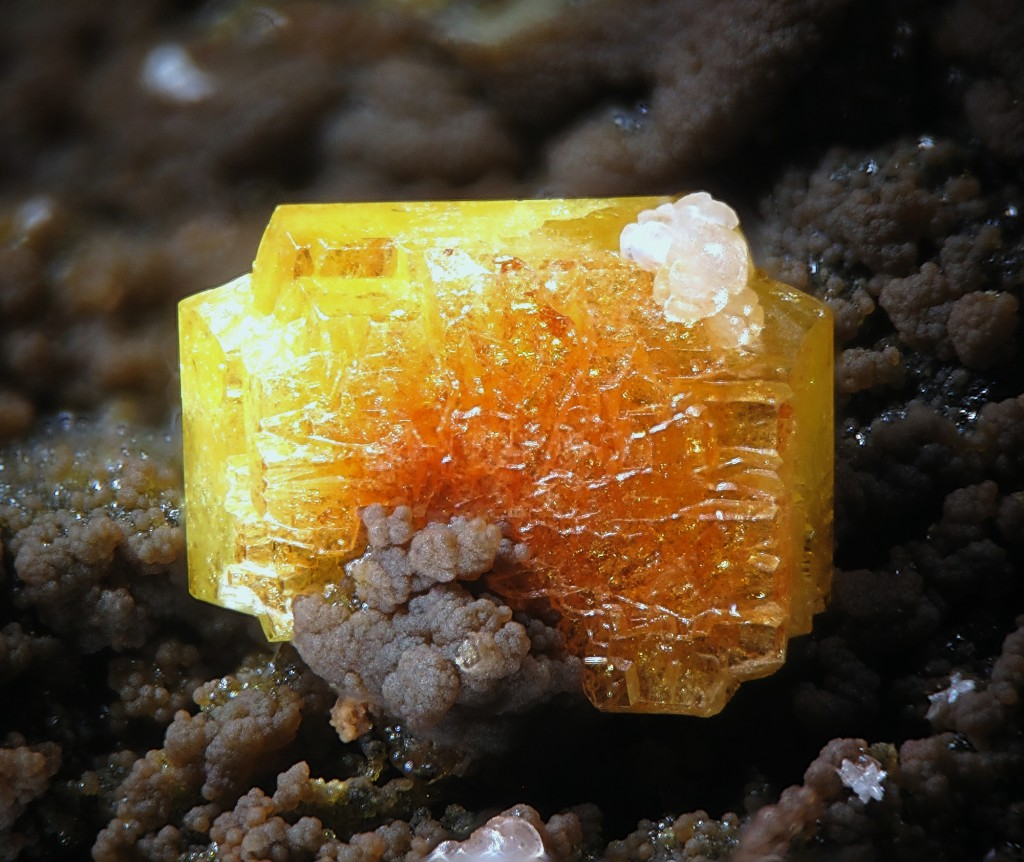
Kräftig gelber Nadoritkristall aus Långban, Värmland, Schweden (Bildbreite: 1,3 mm)

Nadorit bildet sich metasomatisch als Umwandlungsprodukt aus anderen Mineralen in der Oxidationszone von hydrothermal gebildeten Antimon-Lagerstätten. Als Begleitminerale können unter anderem Anglesit, Bindheimit, Cerussit, Galenit, Jamesonit, Mimetesit, Senarmontit, Smithsonit, Sphalerit und Valentinit auftreten.
Als seltene Mineralbildung konnte Nadorit nur an wenigen Fundorten nachgewiesen werden, wobei bisher (Stand 2014) etwa 15 Fundorte bekannt sind. Seine Typlokalität „Nador n’Bails“ (Mine du Nador N’Baïls) am Djebel Nador ist dabei der bisher einzige bekannte Fundort in Algerien.
In Deutschland konnte das Mineral bisher nur in der Grube „Reichensteinerberg“ bei Reichenstein (Puderbach) in Rheinland-Pfalz entdeckt werden und der bisher einzige Fundort in Österreich ist eine Schlackenhalde nahe der Ortschaft Waitschach in Kärnten.
Weitere bisher bekannte Fundorte sind unter anderem Broken Hill im australischen Bundesstaat New South Wales, die Madjarovo-Lagerstätte in den Rhodopen in der bulgarischen Oblast Chaskowo, die Tsumeb Mine in Namibia, die Grubengemeinde Långban und die Harstigen Mine bei Pajsberg in der schwedischen Gemeinde Filipstad (Värmland), einige Gruben in der englischen Grafschaft Cornwall und die Crestmore-Steinbrüche im Riverside County des US-Bundesstaates Kalifornien.